# Casino de Múrcia
El Real Casino de Múrcia, conegut habitualment com a Casino de Múrcia, és un dels edificis més emblemàtics de la ciutat de Múrcia, Espanya. Es troba al mig d'aquesta, en el carrer Trapería, no lluny de la catedral. L'edifici, la construcció del qual va començar en 1847 és una mescla de diferents corrents artístics que van coexistir en la segona meitat del segle xix i principis del segle xx a Espanya i va ser declarat monument històric-artístic nacional en 1983, per la qual cosa en l'actualitat és considerat Bé d'Interès Cultural (BIC), amb la categoria de monument del patrimoni històric d'Espanya.
L'edifici és la seu de la institució del mateix nom, que funciona com un club privat. Obert a visites turístiques i altres esdeveniments, és, segons el mateix casino, l'edifici civil més visitat de la Regió de Múrcia i, explicant solament els grups organitzats, ho visiten anualment una mitjana de 150 000 persones, de les quals 25 000 són estrangeres.
Després d'un període de creixent deterioració provocada per la crisi de la institució, l'edifici ha estat profundament restaurat entre els anys 2006 i 2009. Amb motiu de la finalització de les obres de restauració, el rei Joan Carles I d'Espanya va concedir al Casino de Múrcia el títol de Real.

## Descripció
La façana del carrer Traperia, de principis del segle xx, és d'estil eclèctic amb influències modernistes i historicistes. A banda i banda de la porta principal s'obren dues sales acristallades conegudes popularment pel seu aspecte com a peixeres, l'exquisida decoració de les quals, obra de Manuel Castaños, va ser reutilitzada en el Palau de Parc Florit, actual seu del Museu Lázaro Galdiano de Madrid.
Traspassada la porta d'entrada i un petit vestíbul neobarroc s'accedeix al Pati Àrab, l'espectacular decoració del qual d'estil neonassarita, obra de Manuel Castaños, va requerir més de 20 000 làmines de pa d'or. La volta estavellada que cobreix el pati és la part més alta de l'edifici. Una inscripció en àrab que resa «Res més gran que Al·là» es repeteix al llarg de tot el perímetre.
Una altra dependència visitable és la biblioteca, obra de 1913, en la qual destaca la seva tribuna superior de fustes tallades, sustentada per mènsules de fosa que representen flamencs, i els milers de volums en enquadernacions antigues. El tocador de senyores està decorat amb al·legories femenines de la deessa Selene pintades en el sostre, mentre que el saló de te té un espectacular sostre d'escaiola, totalment recuperat després de la seva desplomi a la fi dels Danys 1970.
El pati denominat pompeià és d'estil neoclàssic i té en el centre una Venus, obra de José Planes, sobre un pedestal amb episodis de la vida de Zeus.
La dependència més notable de l'edifici és el saló de ball, un gran espai de doble alçada d'estil neobarroc que data de 1875. Els sostres estan decorats amb al·legories de la poesia, la pintura, la música i l'arquitectura, així com retrats de murcians il·lustres com José Moñino, comte de Floridablanca, l'escultor Francisco Salzillo, el pintor Nicolás de Villacis i l'actor Julián Romea. En les parets trobem estucs amb al·legories del ball. El sòl és d'entarimat taracejat i cinc aranyes de cristall de Bacarat donen llum al saló amb les seves més de set-centes bombetes.
L'edifici conté una magnífica col·lecció de pintures del segle xix espanyol que inclou obres de Germán Hernández Amores, Díez Picazo, Gil Montijano i Obdulio Miralles, entre d'altres, que pengen de les parets del Saló d'Armes, el Congreset i l'Avantsala del Saló de Ball.

## Galeria

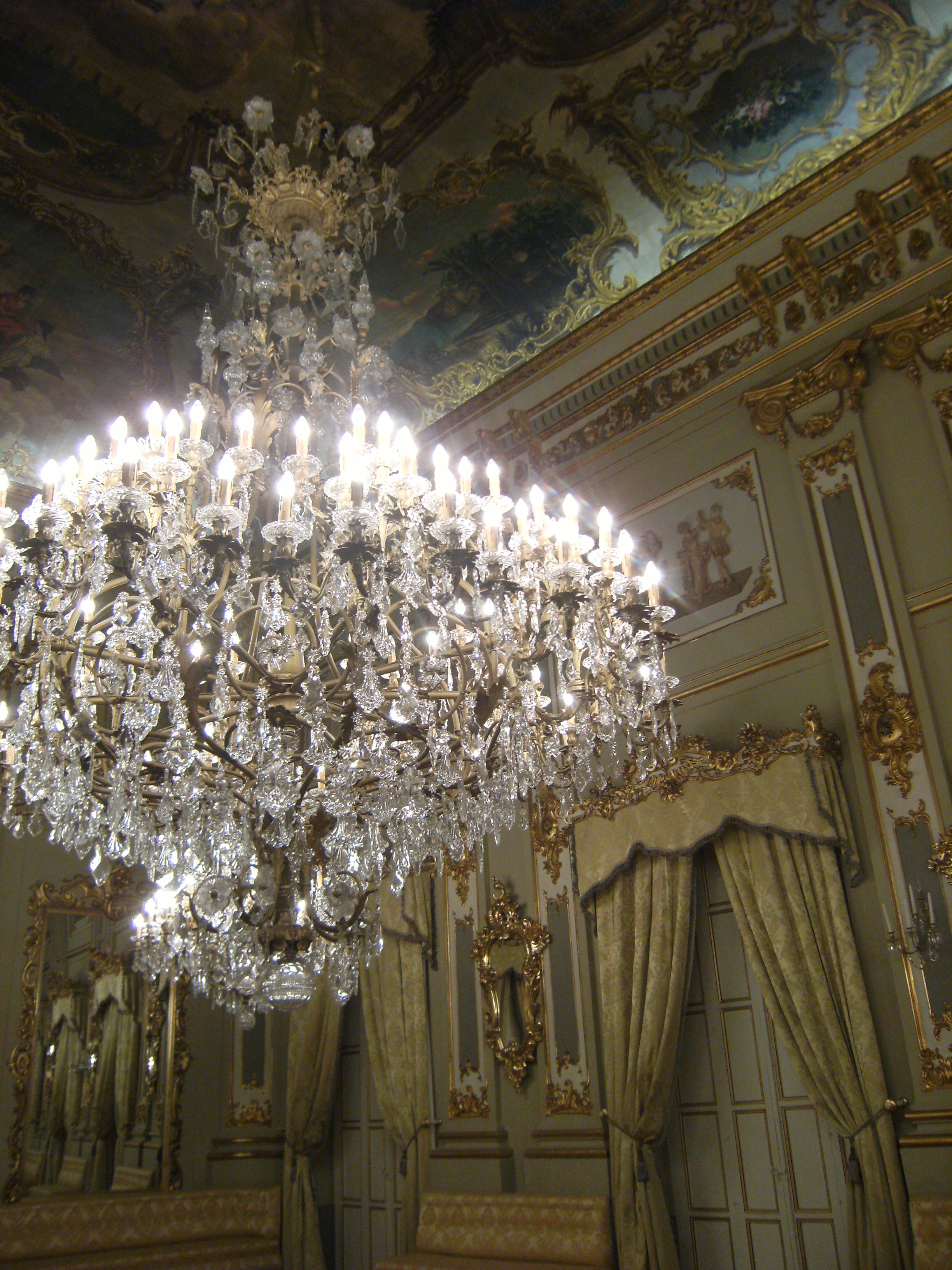
Detall del Saló de Ball.
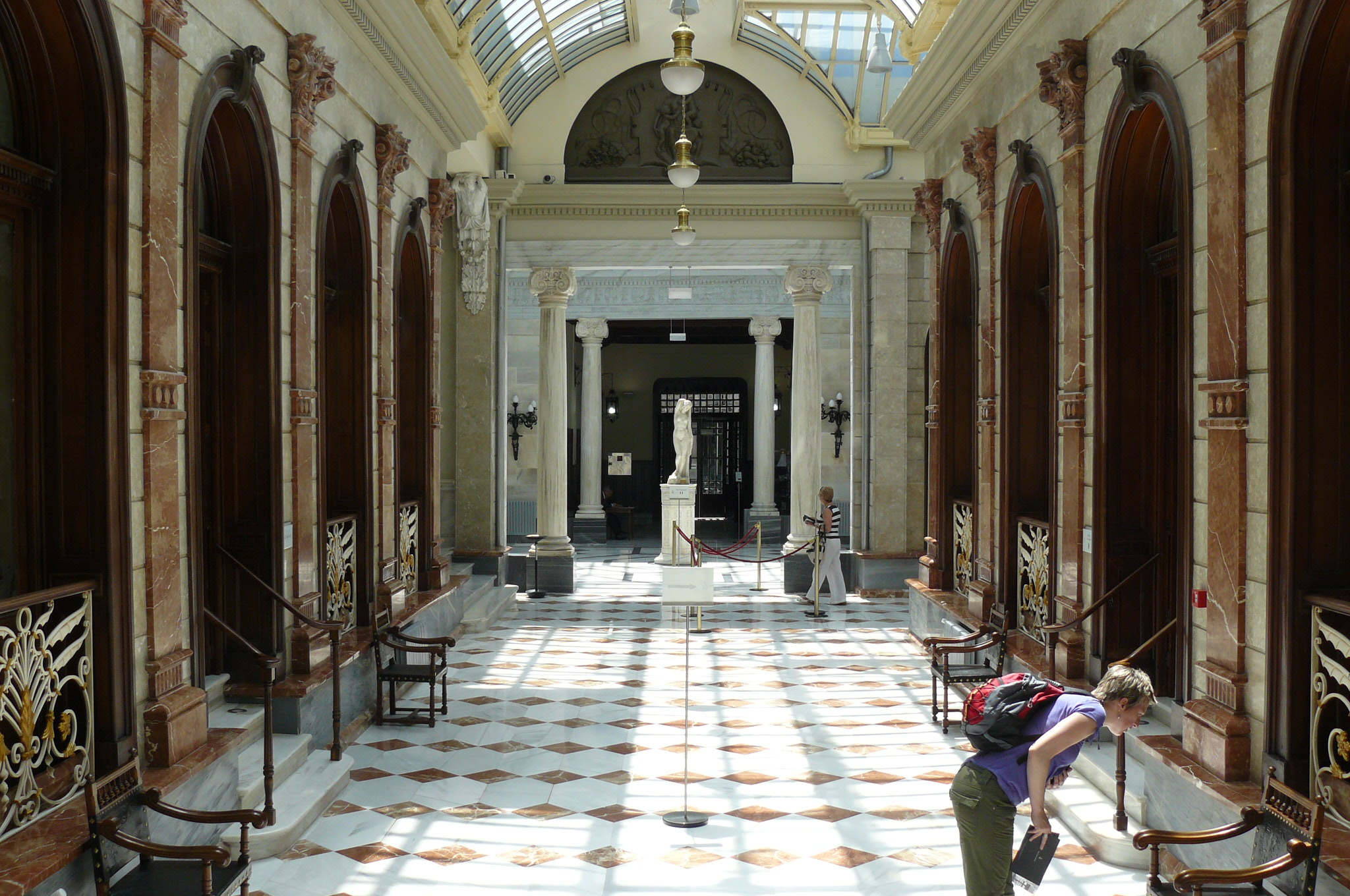
Galería interior del Casino.
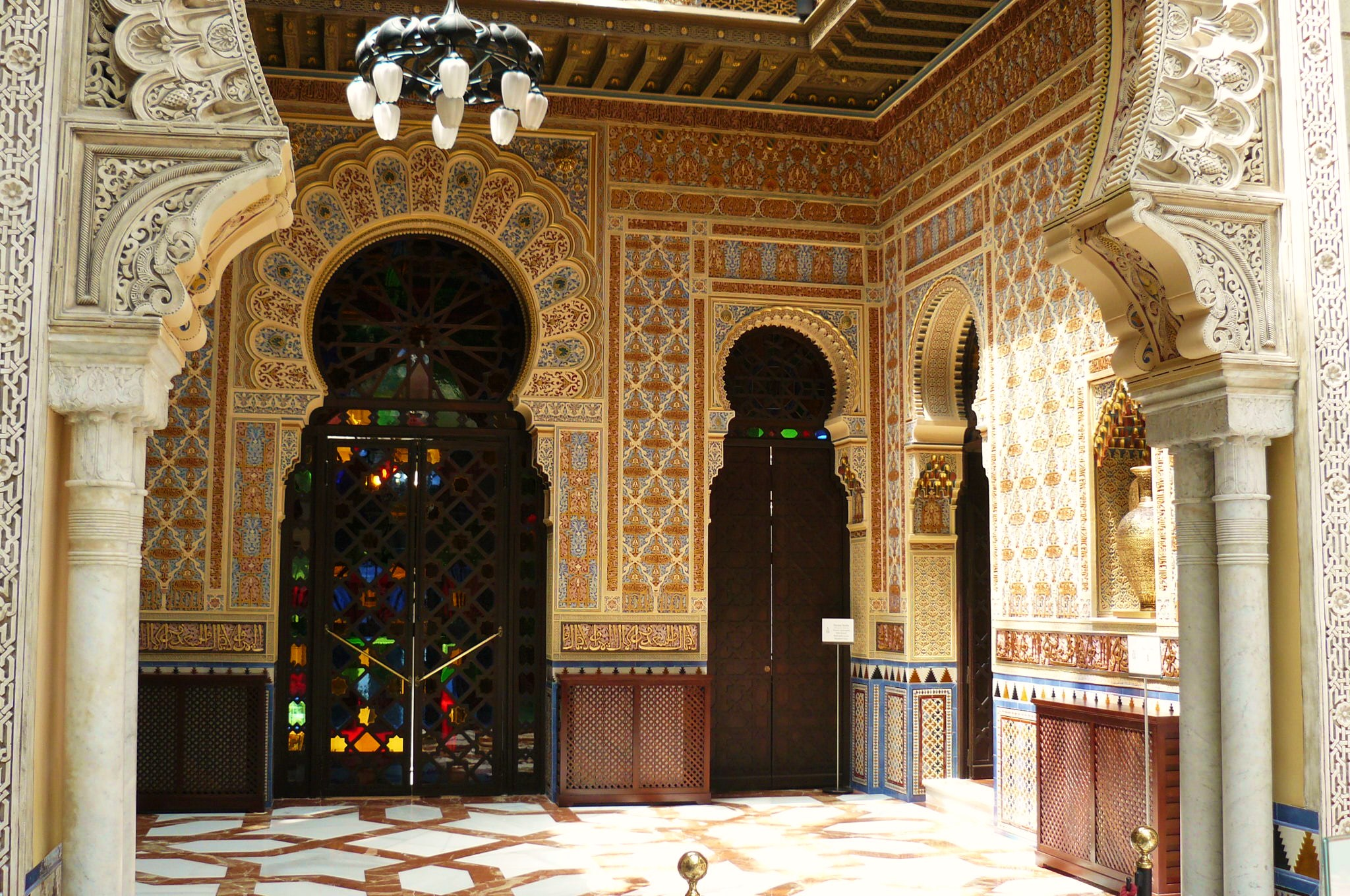
Pati Àrab.
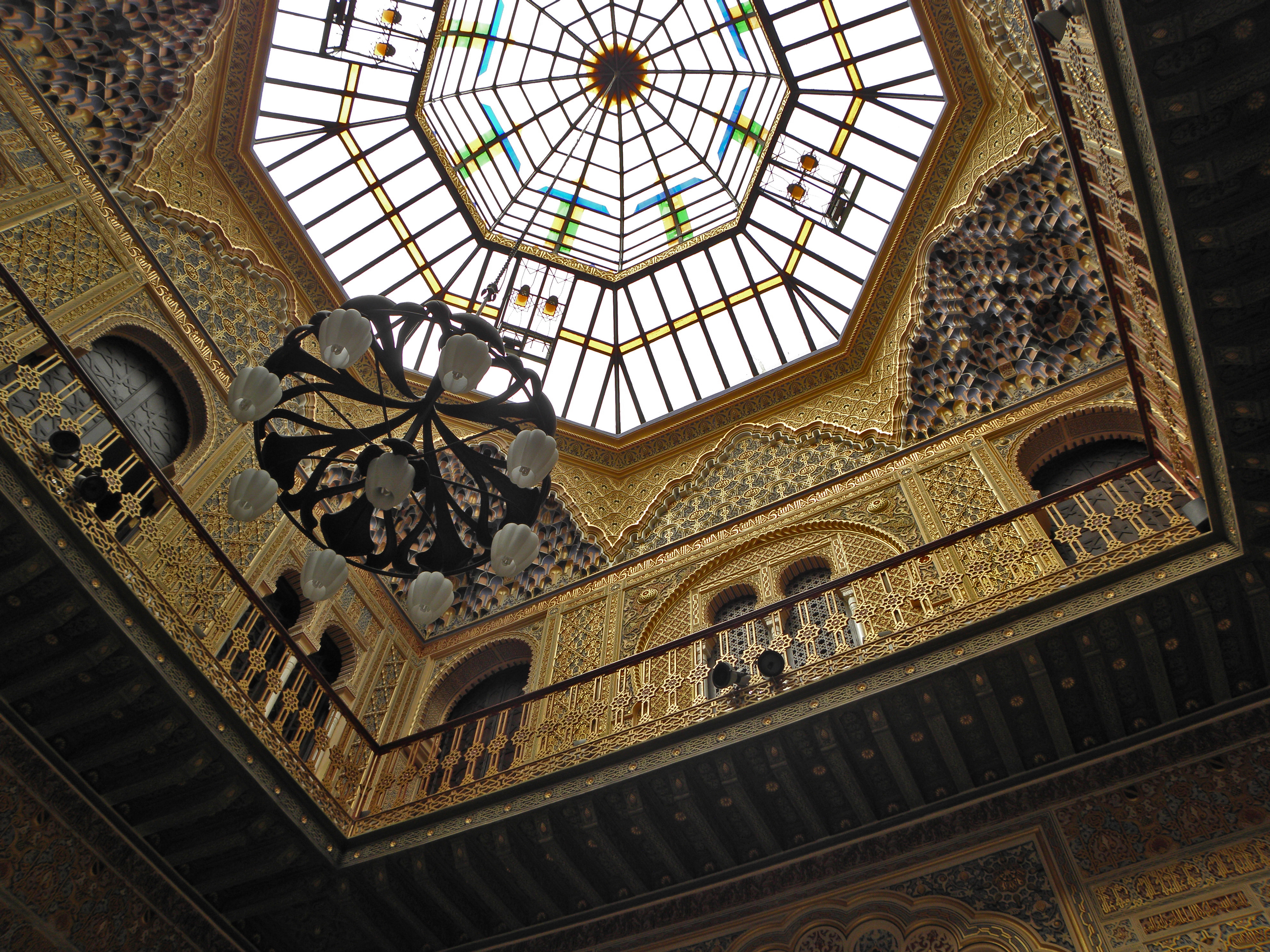
Cúpula del Pati Àrab.
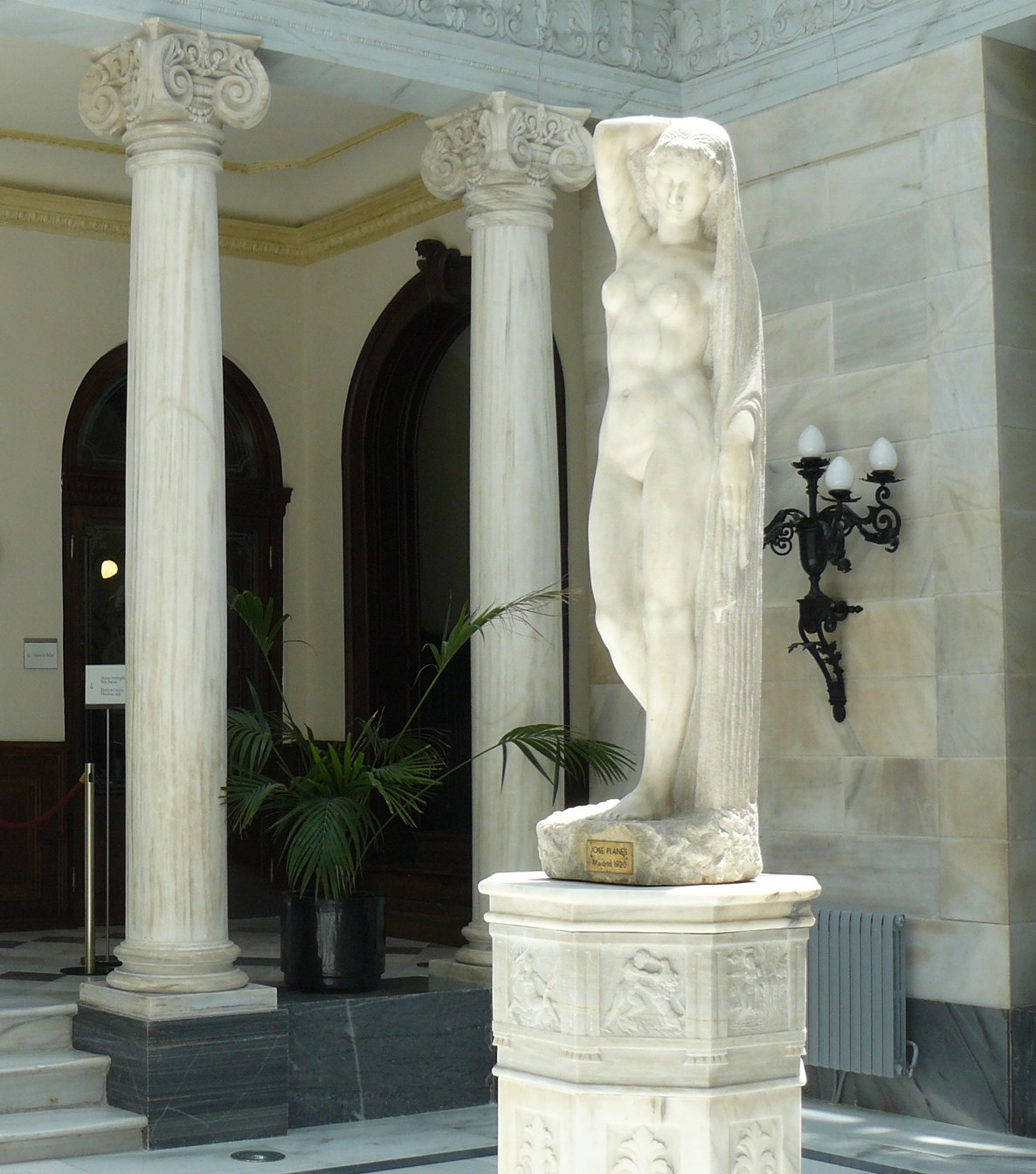
Patio Pompeià.
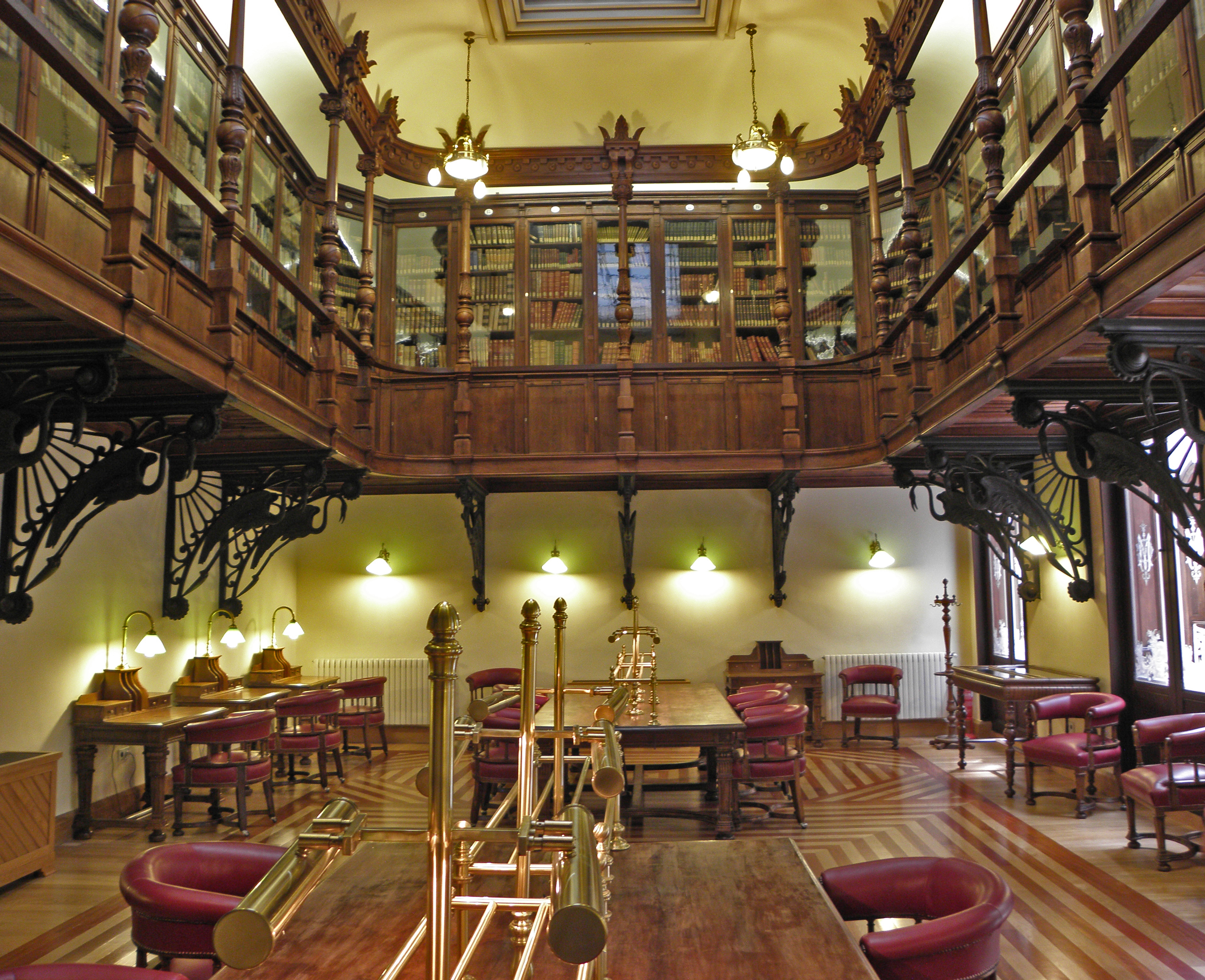
Biblioteca.
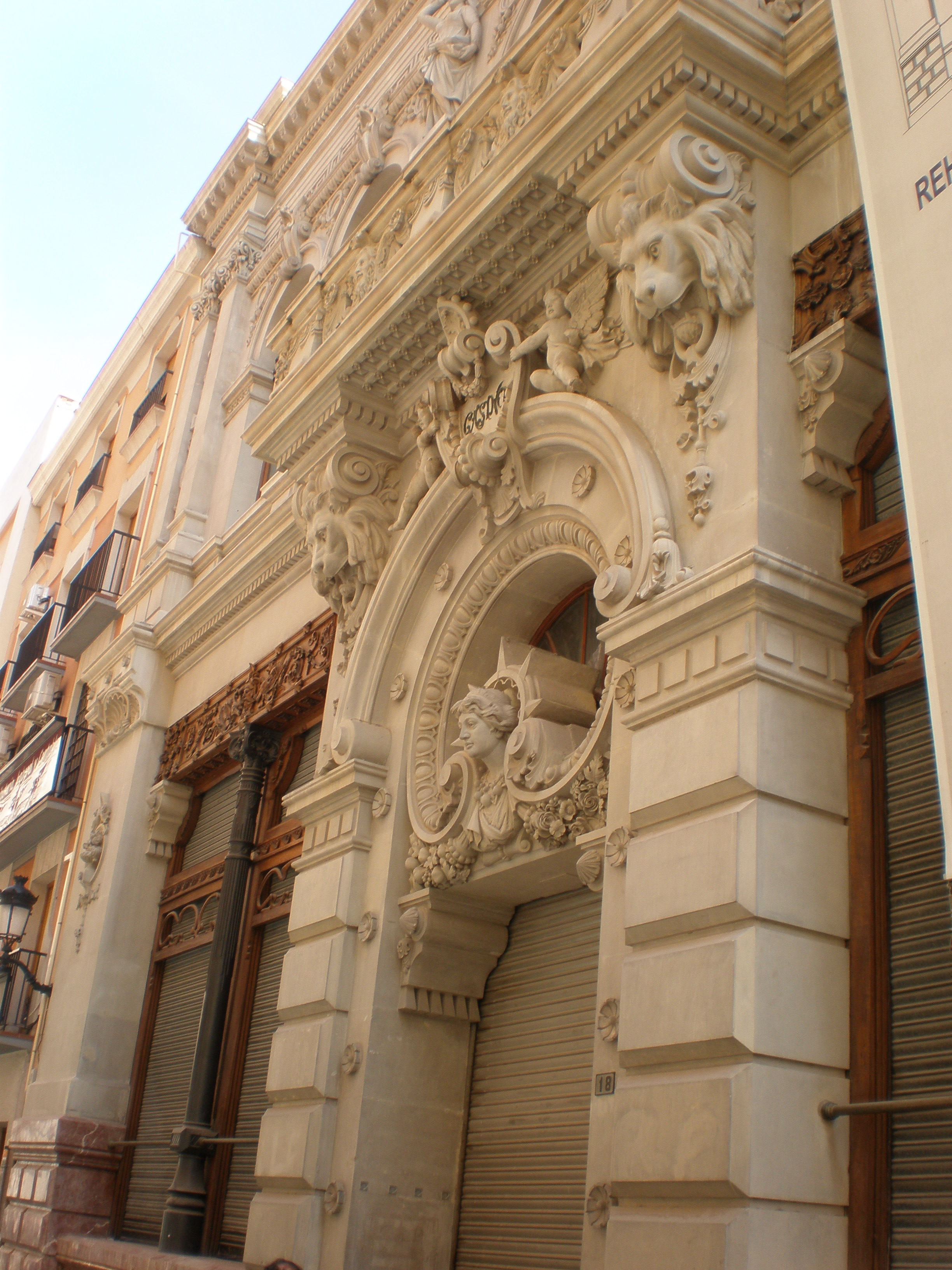
Detall de la façana principal.

## Végeu també
- Casino de Cartagena.
- Casa Díaz-Cassou.
- Museu de l'església de Sant Joan de Déu.
- Museu Salzillo.